# Charles Lepeintre
Pour les articles homonymes, voir Lepeintre.
Charles Lepeintre, né le 9 septembre 1735 à Paris et mort le 21 avril 1802 à Amiens, est un peintre français spécialisé dans les portraits et les scènes de genre.

## Biographie
Élève de Jean-Baptiste Marie Pierre, Charles Lepeintre est reçu à l'Académie de Saint-Luc, le 3 juin 1775, et y expose dans les salons qu'elle organise. Il est l'auteur de nombreux portraits de la famille d'Orléans, également peintre de genre et de scènes familiales. Il devient le peintre attitré de Louis-Philippe d'Orléans. Il peint également le portrait de la famille Jacob, témoignant ainsi de l'ascension sociale de cette famille d'ébénistes.
Ses petits-fils Charles-Philippe Larivière (1798-1876) et Louis-Eugène Larivière (1801-1823) furent également peintres.

## Œuvres dans les collections publiques

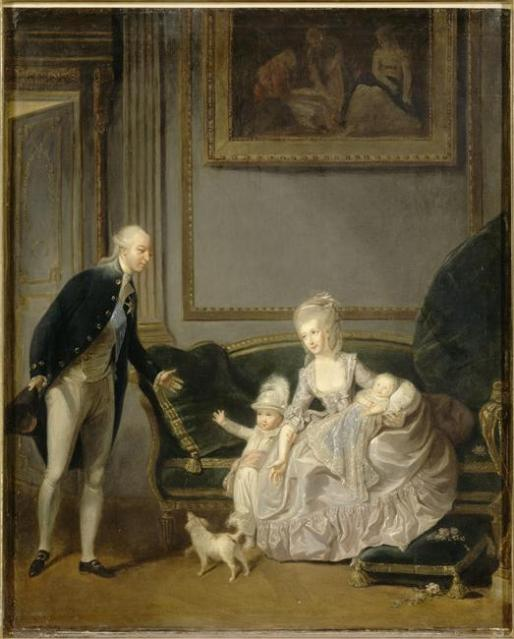
Charles Lepeintre, Le futur Philippe Égalité avec sa femme et leur fils au Palais-Royal, 1774.

- Béziers, musée des beaux-arts de Béziers : Portrait de Mayeur, comédien, 74 × 60 cm.
- Paris, Banque de France : Portrait de Monsieur le duc de Montpensier, Antoine d'Orléans (1775-1807), huile sur toile, 46 × 38 cm.
- Paris, Musée des Arts décoratifs : Portrait de la famille Jacob (1792), huile sur toile.

## Expositions
- Louis-Philippe, l’homme et le roi, 1773-1850, Portrait d'Antoine d'Orléans , Paris, Archives nationales, hôtel de Rohan, d'octobre 1974 à février 1975.